# Ramón Martín Huerta

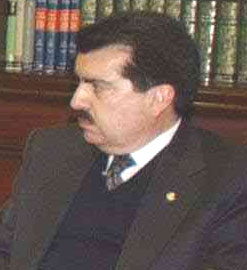
Ramón Martín Huerta

Ramón Martín Huerta (San Juan de los Lagos, 24 januari 1957 –  Xonacatlán, 21 september 2005) was een Mexicaans politicus verbonden aan de Nationale Actiepartij (PAN).
Van 1988 tot 1991 zat hij in de kamer van afgevaardigden. In 1999 volgde hij Vicente Fox op als gouverneur van Guanajuato. In 2004 benoemde president Fox Huerta tot minister van veiligheid. In die functie bond hij de strijd aan tegen drugskartels.
Op 21 september verdween een helikopter waarin hij zich bevond van de radar. Er werd gespeculeerd dat drugskartels achter het ongeluk zaten, maar toen het wrak werd gevonden bleek dat dat niet het geval was. Martín overleefde het ongeluk niet, evenmin als de 15 andere inzittenden.